# 2015. június 27-i konzisztórium
A 2015. június 27-i konzisztóriumot Ferenc pápa hívta össze. Ezen a konzisztóriumon 4 boldog szenttéavatási határozatát hirdette ki.

## Szenttéavatási határozatok
- Vincenzo Grossi áldozópap
- Maria dell’Immacolata Concezione szerzetesnő
- Ludovico Martin és Maria Azelia Guérin családapa és családanya

A konzisztórium során a pápa elrendelte, hogy a négy új szent 2015. október 18-án kerüljön fel a szentek névsorába.